# FUTURE KISS (サニーデイ・サービスのアルバム)
『FUTURE KISS LIVE RECORDING AT 宝陽幼稚園 2000.7.12. wed. AM 9:40』（フューチャー・キッス ライブ・レコーディング・アット ほうようようちえん 2000.7.12. wed. AM 9:40）は、2000年12月6日に発売された、サニーデイ・サービスのライブ・アルバム。

## 解説
2000年7月12日水曜日に、杉並区上高井戸にある宝陽幼稚園で園児を前に行われたライヴの実況録音盤。バンドはこの年の暮れに新宿リキッドルームのライヴで解散。本作が最初の解散前最後のアルバムとなった。参加メンバーは曽我部恵一、田中貴、丸山晴茂の3人に高野勲（キーボード、コーラス）と細野しんいち（エレキ・ギター、キーボード、コーラス）を加えた5人のほか、サニーデイ・サービスのディレクターである渡邊文武（PA、コーラス）。演奏曲は、「スロウライダー」「テーマ」、「NOW」と、いずれも鉄道に因んだオリジナル3曲のほか、スライ&ザ・ファミリー・ストーンの日本語訳と大瀧詠一のカバー。このうち「SOMEBODY'S WATCHING YOU」は、2013年リリースの2枚組ベスト・アルバム『サニーデイ・サービス BEST 1995-2000』に収録された。

## 収録曲
1. スロウライダー  –  (5:38)[1]
2. テーマ  –  (4:00)[1]
3. SOMEBODY'S WATCHING YOU  –  (4:17)[1]
4. びんぼう  –  (2:26)[1]
5. NOW  –  (4:19)[1]

## クレジット
| SUNNY DAY SERVICE                                                                           |
| 曽我部恵一 … ボーカル、アコースティック・ギター                                             |
| 田中貴 … ベース、コーラス                                                                   |
| 丸山晴茂 … リズム・ボックス、パーカッション、コーラス                                       |
|                                                                                             |
| 高野勲 … キーボード、コーラス                                                               |
| 細野しんいち … エレキギター、キーボード、コーラス                                           |
| 渡邊文武 … PA、コーラス                                                                     |
|                                                                                             |
| STAFF                                                                                       |
| 沖山俊 (BS&Tスタジオ)                                                                       |
| 間部敬克 (クラウンマスタリングスタジオ)                                                     |
| 仲田裕美 (ヨロシタミュージック)                                                             |
| 布施一 (ミディ)                                                                             |
| 大野美紀 (ソニー・マガジンズ・BREaTH)                                                       |
| 三瓶和敏 (セプト・ワン)                                                                     |
| 小田島等 & 松下佐紀子 (フロッピー・ディスコ・デザイン)                                      |
| 協力：famous (宝島社)                                                                       |
|                                                                                             |
| EXECUTIVE PRODUCER 大蔵博                                                                   |
|                                                                                             |
| SONGS WRITTEN BY 曽我部恵一                                                                 |
|                                                                                             |
| - EXCEPT TRACK-3 - Words and Music by Sylvester Stewart - 日本語詞・曽我部恵一&細野しんいち |
|                                                                                             |
| - TRACK-4 - Words and Music by 大瀧詠一                                                     |

## 10inch LP:CXLP-1033 (QA007R)
同時発売のアナログは10インチ盤での完全限定生産。CDより1曲多い全6曲入りだが、B面最後の「2000年7月12日水曜晴れ」は曲ではなく、園児たちの嬌声が収録されているのみ。

### SIDE A
1. スロウライダー
2. テーマ
3. SOMEBODY'S WATCHING YOU

### SIDE B
1. びんぼう
2. NOW
3. 2000年7月12日水曜晴れ

## リリース日一覧
| 地域 | リリース日    | レーベル                  | 規格 | カタログ番号       | 備考                                 |
| ---- | ------------- | ------------------------- | ---- | ------------------ | ------------------------------------ |
| 日本 | 2000年12月6日 | Q&A COMMUNICATIONS ⁄ MIDI | CD   | MDCL-1402 (QA008C) | 初回盤はデジパック仕様               |
| 日本 | 2000年12月6日 | Q&A COMMUNICATIONS ⁄ MIDI | LP   | CXLP-1033 (QA007R) | 完全生産限定盤、10インチ・レコード。 |